# Spirastrella punctulata
Spirastrella punctulata är en svampdjursart som beskrevs av Ridley 1884. Spirastrella punctulata ingår i släktet Spirastrella och familjen Spirastrellidae.
Artens utbredningsområde är havet utanför Moçambique. Inga underarter finns listade i Catalogue of Life.